# Das Wikipedia-Lexikon in einem Band

Ausschnitt des Buchdeckels

Das Wikipedia-Lexikon in einem Band ist ein gedrucktes, populärwissenschaftliches Nachschlagewerk, das Teile der Inhalte und Stichwörter der deutschsprachigen Online-Enzyklopädie Wikipedia enthält. Es erschien am 15. September 2008 beim Wissen Media Verlag, der zu Bertelsmann gehörte. 

## Inhalt
Die Auswahl der aufgenommenen Artikel basiert im Wesentlichen auf einer Liste der 20.000 2007/2008 am häufigsten aufgerufenen Wikipedia-Artikel, ergänzt um solche über Länder und Elemente, die nicht auf dieser Liste erschienen. 
Die Lemmata werden im Buch mit kurzen Texten erläutert, die aus der Einleitung des entsprechenden Artikels der deutschsprachigen Wikipedia (Stand 14. April 2008) stammen. Dabei handelt es sich jeweils um den Teil eines Wikipedia-Artikels, der dem Inhaltsverzeichnis vorangeht, beziehungsweise bei Artikeln ohne Inhaltsverzeichnis, um den ersten Satz oder einige der ersten Sätze des Artikels. Da die Inhalte unter der GNU-Lizenz für freie Dokumentation stehen, werden am Ende des Buches rund 90.000 Autoren auf 27 Seiten erwähnt; darin ist jedoch auch eine große Zahl von Autoren enthalten, die nicht an den verwendeten Textfragmenten mitgewirkt hat.
Das Buch ist mit knapp 1000 Abbildungen illustriert, die ebenfalls aus der deutschsprachigen Wikipedia stammen.

## Medienecho
Die Resonanz auf das Erscheinen des Werks war verhalten. Die Zeit nannte „Inhalt und Entstehung […] eine Revolution in der Branche“, weil ein Verlag mit einem traditionellen Lexikon-Institut damit erstmals „auf die Arbeit von Amateuren setzt“. Der Verlag betone jedoch den „Jahrbuchcharakter“ des Lexikons, denn „so ganz traut Wissenmedia dem kostenlosen Wissen […] nicht über den Weg – schließlich will man den eigenen Lexikonkorpus nicht entwerten, aus dem der Verlag seine zahlreichen Lexikon-Ausgaben speist“.
Das Handelsblatt stellte fest, dass das Wikipedia-Lexikon „kein klassisches Nachschlagewerk“ sei und keinen „ernsthaft lexikalischen Anspruch erfüllt“, und zitierte eine Bertelsmann-Managerin, die die Herausgabe des gedruckten Wikipedia-Lexikons damit erklärte, der Verlag wolle so eine „jüngere Zielgruppe für das Lexikon gewinnen“.
Die Netzeitung widmete dem Lexikon eine umfassende Besprechung: Maik Söhler betonte, dass es ungerecht wäre, von der Wikipedia zu erwarten, dass sie „offline“ den gleichen Ansprüchen genügt wie „online“, und fasst das, was das Lexikon kann, so zusammen: „Das Buch kann […] Kurzübersichten geben, auch zu Themen, die in anderen Lexika nicht vorkommen. Es kann auf engstem Raum informieren und sicher auch desinformieren.“ Der Eintrag „Daten“: „D. sind logisch gruppierte Informationseinheiten (engl., aber auch in der Informationstheorie ‚Datum‘), die zwischen Systemen übertragen werden oder auf Systemen gespeichert sind“ zum Beispiel werfe mehr Fragen auf, als er beantworte. Und, so der Rezensent, „eines kann das Wikipedia-Lexikon dann auch noch: gut im Regal stehen …“
Boris Herrmann, Volontär der Berliner Zeitung, schrieb: „Eine der letzten Fragen der Menschheit, die bis vor wenigen Tagen noch zu klären war, lautete: Wie lässt sich mit einer Internet-Enzyklopädie wie Wikipedia eigentlich Geld verdienen? Jetzt hat Wikipedia auch darauf eine Antwort gefunden: mit dem Buch zum Netz.“ Er bezeichnete die Herausgabe der Wikipedia in Buchform als bemerkenswerten „Schritt vorwärts in die Vergangenheit“ und hielt der „Online-Gemeinde“ vor, dass sie sich mit dem gedruckten Lexikon selbst widerlege.